# Ноай, Анна д’Арпажон
А́нна Клод Луи́за д’Арпажо́н (фр. Anne Claude Louise d'Arpajon; родилась 4 марта 1729 года, Арпажон, Франция — казнена 27 июня 1794 года, Баррьер-дю-Трон, Париж, Франция, в браке графиня де Ноай, принцесса де Пуа, герцогиня де Муши) — первая почётная статс-дама французских королев Марии Лещинской и Марии-Антуанетты. Мария-Антуанетта называла её «мадам Этикет» из-за настойчивости Анны в скрупулёзном исполнении придворного церемониала.

## Происхождение и замужество
Её отец, Луи де Северак, маркиз д’Арпажон-сюр-Сер (1667—1736), купил маркизат Сен-Жермен-ле-Шатр в 1720 году, и получил разрешение регента Филиппа Орлеанского переименовать его в «Сен-Жермен-ле-Арпажон». Её мать, Анна Шарлотта Ле Ба де Монтаржи (1697—1767), была фрейлиной герцогини Беррийской. 27 ноября 1741 года, в Версале, Анна Клод вышла замуж за Филиппа де Ноая, герцога де Муши, главного ловчего и младшего брата 4-го герцога де Ноая.
Их дети:
- Луиза Генриетта Шарлотта Филиппина де Ноай (1745—1832);
- Шарль Адриен де Ноай (1747), принц де Пуа;
- Луи Филипп де Ноай (1748—1750), принц де Пуа;
- Даниэль Франсуа Мари де Ноай (1750—1752), маркиз де Ноай, позднее принц де Пуа;
- Филипп Луи Марк Антуан де Ноай (1752—1819), принц-герцог де Пуа и герцог де Муши;
- Луи Марк Антуан де Ноай (1756—1804), виконт де Ноай;
- Луи Мари де Ноай (1756 — ?), шевалье д’Арпажон.

## Отношения с Марией-Антуанеттой
В 1770 году графиня де Ноай была первой статс-дамой новой кронпринцессы, дофины Марии-Антуанетты, после её прибытия во Францию. Графиня де Ноай встретилась с Марией-Антуанеттой на границе, где она была частью французского окружения, и была назначена ответственной за её двор и поведение в Версале. Мария-Антуанетта не любила её за чопорность и скрупулезное следование требованиям этикета, дала ей прозвище "мадам Этикет". Став королевой в 1774 году, Мария-Антуанетта дала своей первой статс-даме отставку, и она стала частью дворянской оппозиции, группировавшейся вокруг тёток короля, Mesdames, в Бельвю.

## Гибель
Графиня де Ноай и её муж Филипп были гильотинированы 27 июня 1794 года, во время Французской революции. Многие из родственников графини встретили одинаково трагический конец. 22 июля 1794 года, вдова, невестка (виконтесса де Ноай), и внучка брата Филиппа Людовика, 4-го герцога де Ноая (герцогиня де Ноай), были также гильотинированы. Другая внучка Людовика, Адриена, жена маркиза де Лафайета, была спасена вмешательством посла США во Франции, Джеймса Монро.

## Образ в кино
- Кора Уизерспун сыграла Анну д’Арпажон в фильме «Мария-Антуанетта», вышедшем в 1938 году.
- Джуди Дэвис сыграла Анну д’Арпажон в фильме Софии Коппола «Мария-Антуанетта», вышедшем в 2006 году.